# Công tử Yển (Quan Đại phu nước Lỗ)
Công tử Yển (公子偃) họ Cơ, tên Yển, là công tử nước Lỗ. Đương thời, ông được mệnh danh là Lã Vọng tái sinh nhờ tài trí của mình, cùng với Tào Quế là những mưu sĩ xuất sắc dưới thời Lỗ Trang công.

## Sử dụng mưu kế đại phá liên quân Tề-Tống
Năm 684 TCN, sau thất bại tại trận Trường Thược, liên quân Tề-Tống kéo quân đến đất Lang thuộc biên giới Lỗ. Trước tình hình đó, công tử Yển, một quý tộc nước Lỗ nổi tiếng mưu lược, đã phân tích tình hình và nhận thấy quân Tống phòng bị lỏng lẻo, đội hình thiếu chỉnh tề. Ông kiến nghị Lỗ Trang công nên tập trung lực lượng tấn công vào điểm yếu này, bởi một khi quân Tống thất bại thì quân Tề cũng sẽ buộc phải rút lui. Lỗ Trang công tỏ ra do dự trước mưu ké này. Không chần chừ, công tử Yển quyết định hành động độc lập. Ông chỉ huy một đội quân tinh nhuệ bí mật xuất kích từ cửa thành phía tây nam (Vu Môn), áp dụng chiến thuật đặc biệt, cho binh sĩ dùng da hổ phủ lên những chiến mã để tạo hiệu ứng tâm lý khi xung trận. Trước cuộc tiến công bất ngờ này, quân Tống hoàn toàn bất ngờ và nhanh chóng rối loạn. Nhận thấy thời cơ thuận lợi, Lỗ Trang công lập tức điều động đại quân ra tiếp ứng. Kết quả là quân Lỗ giành thắng lợi vang dội tại Thừa Khâu, bắt sống được Nam Cung Trường Vạn, buộc quân Tống phải tháo chạy tán loạn và quân Tề cũng phải rút lui toàn bộ về nước.
Chiến thắng này không chỉ thể hiện tài năng quân sự của công tử Yển mà còn cho thấy sự nhạy bén trong việc nắm bắt thời cơ chiến trường của nước Lỗ. Việc sử dụng chiến thuật "hổ giả" (ngụy trang bằng da hổ) đã trở thành một điển tích nổi tiếng trong lịch sử quân sự cổ đại Trung Hoa.